# Bieganowo (Cuyavia y Pomerania)
Bieganowo [pronunciación en polaco: /bjɛɡUnˈnɔvɔ/] (en alemán: Biegenau) es un pueblo ubicado en el distrito administrativo de Gmina Radziejów, dentro de Distrito de Radziejów, Voivodato de Cuyavia y Pomerania, en el norte de Polonia central. Se encuentra aproximadamente a 3 kilómetros al noreste de Radziejów y a 43 kilómetros al sur de Toruń.